# Lijst van beschermd erfgoed in Kasteelbrakel
Onderstaande tabel geeft een overzicht van de beschermde erfgoederen in de gemeente Kasteelbrakel. Het beschermd erfgoed maakt deel uit van het cultureel erfgoed in België.
| Object | Bouwjaar/architect | Deelgemeente  | Adres                       | Coördinaten                   | Nummer?                | Afbeelding                                                                             |
| --- | ------------------ | ------------- | --------------------------- | ----------------------------- | ---------------------- | -------------------------------------------------------------------------------------- |
| Baljuwhuis (M) |                    | Kasteelbrakel | Grand-Place 20              | 50° 40' 56" NB, 4° 15' 58" OL | 25015-CLT-0002-01 Info | Baljuwhuis (M)                                                                         |
| Kasteel van de graven van Horne of de Robiano (M)                                                                            |                    | Kasteelbrakel | Grand-Place 1               | 50° 41' 0" NB, 4° 15' 60" OL  | 25015-CLT-0004-01 Info | Kasteel van de graven van Horne of de Robiano (M)                                      |
| Omgeving van het kasteel van de graven van Horne, waaronder de muur langs de Rue des Comtes de Robiano en de kerkhofmuur (S) |                    | Kasteelbrakel | Rue des Comtes de Robiano   | 50° 40' 60" NB, 4° 15' 55" OL | 25015-CLT-0005-01 Info |                                                                                        |
| Schandpaal (M) | 1521               | Kasteelbrakel | Grand-Place                 | 50° 40' 55" NB, 4° 15' 60" OL | 25015-CLT-0006-01 Info | Schandpaal (M)                                                                         |
| Banwatermolen met rad, gelegen in het park van het kasteel van de graven van Horne (S)                                       |                    | Kasteelbrakel | Rue des Comtes de Robiano 4 | 50° 41' 2" NB, 4° 15' 53" OL  | 25015-CLT-0007-01 Info | Banwatermolen met rad, gelegen in het park van het kasteel van de graven van Horne (S) |
| Watermolen (M) |                    | Kasteelbrakel | Rue des Comtes de Robiano 4 | 50° 41' 1" NB, 4° 15' 54" OL  | 25015-CLT-0008-01 Info | Watermolen (M)                                                                         |
| Kapel Notre-Dame au Bois (M) omgeving (S)                                                                                    |                    | Kasteelbrakel | Rue Auguste Latour          | 50° 40' 24" NB, 4° 15' 52" OL | 25015-CLT-0009-01 Info | Kapel Notre-Dame au Bois (M) omgeving (S)                                              |
| Ingangsportiek van het kerkhof; gemeenschappelijke muur van het kerkhof en het park van het kasteel (M)                      |                    | Kasteelbrakel | Grand-Place                 | 50° 40' 57" NB, 4° 16' 0" OL  | 25015-CLT-0010-01 Info |                                                                                        |
| Kapel Sainte-Croix (M) omgeving (S)                                                                                          |                    | Kasteelbrakel | Rue Sainte-Croix            | 50° 41' 16" NB, 4° 15' 46" OL | 25015-CLT-0011-01 Info |                                                                                        |
| "Roze hoeve" of hoeve Binchefort (M) omgeving (S)                                                                            |                    | Kasteelbrakel | Rue du Bailli 2-4           | 50° 40' 55" NB, 4° 15' 30" OL | 25015-CLT-0012-01 Info | "Roze hoeve" of hoeve Binchefort (M)omgeving (S)                                       |
| Middeleeuwse archeologische site ten zuidwesten van de plaats genaamd "Les Monts" (S)                                        |                    | Kasteelbrakel |                             | 50° 41' 10" NB, 4° 15' 33" OL | 25015-CLT-0013-01 Info |                                                                                        |
| Pastorie (M) Sint-Pieter en -Pauluskerk, begraafplaats en gemeenteplein (S)                                                  |                    | Woutersbrakel |                             | 50° 40' 50" NB, 4° 17' 57" OL | 25015-CLT-0014-01 Info |                                                                                        |
| Bos van Haumont, uitgezonderd twee open plekken (S)                                                                          |                    | Woutersbrakel |                             | 50° 40' 45" NB, 4° 18' 51" OL | 25015-CLT-0015-01 Info | Bos van Haumont, uitgezonderd twee open plekken (S)                                    |
| Albasten gisant van Maximiliaan van Horne in de parochiekerk Saint-Rémy (M)                                                  |                    | Kasteelbrakel | Grand-Place                 |                               | 25015-CLT-0016-01 Info |                                                                                        |